# Acutogordius americanus
Acutogordius americanus är en djurart som tillhör fylumet tagelmaskar, och som beskrevs av Miralles och Villalobos 1998. Acutogordius americanus ingår i släktet Acutogordius, och familjen Gordiidae. Inga underarter finns listade i Catalogue of Life.